# Wiesen (Németország)
Wiesen település Németországban, azon belül Bajorországban. Lakosainak száma 1042 fő (2023. december 31.). Wiesen Wiesener Forst és Frammersbach községekkel határos.

## Népesség
A település népessége az elmúlt években az alábbi módon változott:
| Lakosok száma | 885  | 1076 | 1053 | 1045 | 1058 | 1046 | 1035 | 1019 | 1045 | 1042 |
|               | 1875 | 1950 | 1970 | 2011 | 2013 | 2014 | 2016 | 2019 | 2021 | 2023 |